# Amateur Transplants
Amateur Transplants is een Britse band bestaande uit twee artsen: Dr. Adam Kay en Dr. Suman Biswas.

## Muziek en biografie
Hun muziek bestaat uit komische nummers, meestal gaande over medische onderwerpen en zijn heel vaak een parodie op bestaande nummers. Van 2005 tot 2007 traden ze op tijdens Edinburgh Fringe. Van hun winst van hun eerste album Fitness to Practice gaven ze tien procent aan de Macmillan Cancer Relief. In 2008 zal hun nieuwe album Unfit to Practice moeten uitkomen.
Zowel Adam Kay als Suman Biswas studeerden geneeskunde aan het Imperial College London. In nummers zoals Snippets en Careless Surgeon spotten ze met geneeskundestudenten van het King's College London.

## Discografie
- 2004: Fitness to Practice
- 2007: The Black and White Menstrual Show
- 2008: Unfit to Practice
- 2009: In Theatre (live opgenomen album)
- 2010: Have Yourself a Sweary Little Christmas
- 2013: Specimens
- 2016: The Remains of Tom Lehrer